# Goniagnathus albomaculatus
Goniagnathus albomaculatus är en insektsart som beskrevs av Webb 1980. Goniagnathus albomaculatus ingår i släktet Goniagnathus och familjen dvärgstritar. Inga underarter finns listade i Catalogue of Life.